# Karel Abraham
Karel Abraham (* 2. ledna 1990 Brno-Žebětín) je bývalý český motocyklový závodník, účastník Mistrovství světa silničních motocyklů (MotoGP). Naposledy jezdil s motocyklem Ducati za stáj Reale Avintia Racing. Kariéru ukončil v roce 2019.

## Životopis
Od roku 1995 se aktivně věnoval lyžování a až od roku 2001 začal jezdit na juniorských motocyklových závodech. V roce 2004 získal třetí místo na mistrovství České republiky v kategorii do 125 cm³. V roce 2005 se poprvé účastnil seriálu Mistrovství světa silničních motocyklů v kategorii do 125 cm³. O rok později získal prvních 8 bodů v tomto seriálu a v sezóně 2007 přešel do vyšší kategorie motocyklů s obsahem 250 cm³, kde získal 31 bodů, největším úspěchem byla dvě desátá místa v Grand Prix Spojeného království a Grand prix Portugalska. Celkově obsadil 16. místo v konečném součtu bodů. V roce 2007 byl nejmladším jezdcem ve třídě 250cc.
Zahájení sezóny 2008 bylo pro něho úspěšné. V úvodním závodě v Kataru dojel sedmý. Toto umístění zopakoval ještě v italském Mugellu. V ostatních závodech se mu nedařilo. Během sezóny měl několik pádů a technických poruch, což mu celkově přineslo 40 bodů a 16. místo v konečné klasifikaci jezdců. Na rok 2009 dostal k dispozici tovární motocykl Aprilia, s níž ve Velké ceně Japonska obsadil deváté místo. Nejlepším výsledkem v sezóně pro něho bylo sedmé místo v Nizozemsku.
Od roku 2010 startoval ve třídě Moto2, která nahradila kubaturu do 250 cm³. V této sezóně poprvé stanul na stupních vítězů, nejprve při Velké ceně Japonska v Motegi, kde se umístil na 3. místě a sezónu uzavřel vítězstvím ve Velké ceně Valencie. Stal se tak po Františku Šťastném a Lukáši Peškovi historicky třetím českým vítězem závodu Mistrovství světa silničních motocyklů. Ještě před vítězným závodem ve Valencii oznámil, že v sezóně 2011 bude závodit v královské kubatuře MotoGP na motocyklu Ducati, čímž se stal nejmladším jezdcem v této kubatuře. Celkem pětkrát dojel v nejlepší desítce, nejlepším výsledkem jsou dvě sedmá místa v Jerezu a Silverstone.
V sezoně 2012 jezdil na motocyklu Ducati Desmosedici GP12 s motorem o objemu 1000 cm³. V sezoně 2013 startoval s motocyklem Aprilia, ale získal pouhých pět bodů, proto vyměnil motocykl a začal jezdit s Hondou. V roce 2016 přešel do superbiků, kde se mu nedařilo a tak se v následující sezoně vrátil do MotoGP.

## Kompletní výsledky Karla Abrahama v mistrovství světa
| Legenda k tabulce | Legenda k tabulce                                                                       |
| Barva             | Výsledek                                                                                |
| ----------------- | --------------------------------------------------------------------------------------- |
| Zlatá             | Vítěz                                                                                   |
| Stříbrná          | 2. místo                                                                                |
| Bronzová          | 3. místo                                                                                |
| Zelená            | Bodované umístění                                                                       |
| Modrá             | Nebodované umístění                                                                     |
| Modrá             | Dokončil neklasifikován (NC)                                                            |
| Fialová           | Odstoupil (Ret)                                                                         |
| Červená           | Nekvalifikoval se (DNQ)                                                                 |
| Červená           | Nepředkvalifikoval se (DNPQ)                                                            |
| Černá             | Diskvalifikován (DSQ)                                                                   |
| Bílá              | Nestartoval (DNS)                                                                       |
| Bílá              | Závod zrušen (C)                                                                        |
| Světle modrá      | Pouze trénoval (PO)                                                                     |
| Světle modrá      | Páteční testovací jezdec (TD)                                                           |
| Bez barvy         | Netrénoval (DNP)                                                                        |
| Bez barvy         | Vyřazen (EX)                                                                            |
| Bez barvy         | Nepřijel (DNA)                                                                          |
| Bez barvy         | Odvolal účast (WD)                                                                      |
| Bez barvy         | Nezúčastnil se (prázdné)                                                                |
| Označení          | Význam                                                                                  |
| Tučnost           | Pole position                                                                           |
| Kurzíva           | Nejrychlejší kolo                                                                       |
| †                 | Jezdec nedojel do cíle, ale byl klasifikován, protože odjel více než 90 % délky závodu. |
| ‡                 | Byl udělován poloviční počet bodů, protože bylo odjeto méně než 75 % délky závodu.      |
| Horní index       | Umístění bodujících jezdců ve sprintu                                                   |

| Rok  | Třída   | Tým                           | Továrna | 1       | 2       | 3       | 4       | 5       | 6       | 7       | 8       | 9       | 10      | 11      | 12      | 13      | 14      | 15      | 16      | 17      | 18      | 19     | Body | Umístění  |
| ---- | ------- | ----------------------------- | ------- | ------- | ------- | ------- | ------- | ------- | ------- | ------- | ------- | ------- | ------- | ------- | ------- | ------- | ------- | ------- | ------- | ------- | ------- | ------ | ---- | --------- |
| 2005 | 125cc   | Semprucci Cardion Blauer      | Aprilia | SPA 22  | POR Ret | CHN 27  | FRA 21  | ITA 27  | CAT Ret | NED Ret | GBR 17  | GER 17  | CZE Ret | JPN 28  | MAL Ret | QAT 28  |         | TUR 18  | VAL Ret |         |         |        | 0    |           |
| 2006 | 125cc   | Cardion AB Motoracing         | Aprilia | SPA 23  | QAT 24  | TUR 22  | CHN 26  | FRA 25  | ITA Ret | CAT 21  | NED Ret | GBR 28  | GER Ret | CZE Ret | MAL 18  | AUS 17  | JPN 13  | POR 11  | VAL Ret |         |         |        | 8    | 24. místo |
| 2007 | 250cc   | Cardion AB Motoracing         | Aprilia | QAT Ret | SPA 15  | TUR 12  | CHN Ret | FRA Ret | ITA 16  | CAT 14  | GBR 10  | NED 15  | GER Ret | CZE 14  | RSM 14  | POR 10  | JPN Ret | AUS 13  | MAL 12  | VAL Ret |         |        | 31   | 16. místo |
| 2008 | 250cc   | Cardion AB Motoracing         | Aprilia | QAT 7   | SPA 13  | POR 16  | CHN Ret | FRA Ret | ITA 7   | CAT Ret | GBR 12  | NED Ret | GER Ret | CZE Ret | RSM 10  |         |         |         | AUS 11  | MAL 12  | VAL 17  |        | 40   | 16. místo |
| 2009 | 250cc   | Cardion AB Motoracing         | Aprilia | QAT Ret | JPN 9   | SPA Ret | FRA 12  | ITA 13  | CAT 8   | NED 7   | GER Ret | GBR 14  | CZE Ret | INP 10  | RSM 11  | POR 10  | AUS 6   | MAL 12  | VAL 6   |         |         |        | 74   | 14. místo |
| 2010 | Moto2   | Cardion AB Motoracing         | FTR     | QAT 14  | SPA 28  | FRA Ret | ITA 17  | GBR Ret | NED 9   | CAT 4   | GER 5   | CZE DNS | INP DNQ | RSM DNS | ARA 18  | JPN 3   | MAL 6   | AUS 10  | POR 10  | VAL 1   |         |        | 96   | 10. místo |
| 2011 | Moto GP | Cardion AB Motoracing         | Ducati  | QAT 13  | SPA 7   | POR Ret | FRA 10  | CAT 10  | GBR 7   | NED Ret | ITA 12  | GER 12  | USA 11  | CZE Ret | INP Ret | RSM 12  | ARA Ret | JPN DNS | AUS 10  | MAL CAN | VAL 8   |        | 64   | 14. místo |
| 2012 | Moto GP | Cardion AB Motoracing         | Ducati  | QAT Ret | SPA 17  | POR Ret | FRA Ret | CAT 12  | GBR DNS | NED DNS | GER DNS | ITA DNS | USA 10  | INP 8   | CZE 9   | RSM Ret | ARA 9   | JPN 11  | MAL 10  | AUS 9   | VAL 7   |        | 59   | 14. místo |
| 2013 | Moto GP | Cardion AB Motoracing         | Aprilia | QAT Ret | AME DNS | SPA DNS | FRA 15  | ITA 15  | CAT Ret | NED 15  | GER 18  | USA 14  | IND DNS | CZE 19  | GBR DNS | RSM Ret | ARA DNS | MAL DNS | AUS DNS | JPN DNS | VAL DNS |        | 5    | 24. místo |
| 2014 | Moto GP | Cardion AB Motoracing         | Honda   | QAT 13  | AME 14  | ARG 13  | SPA Ret | FRA 15  | ITA 12  | CAT Ret | NED 14  | GER 13  | IND 11  | CZE 14  | GBR 13  | RSM 11  | ARA Ret | JPN Ret | AUS Ret | MAL Ret | VAL 17  |        | 33   | 17. místo |
| 2015 | Moto GP | Cardion AB Motoracing         | Honda   | QAT Ret | AME Ret | ARG 21  | SPA Ret | FRA Ret | ITA 17  | CAT DNS | NED DNS | GER DNS | IND DNS | CZE 21  | GBR 19  | RSM 21  | ARA DNQ | JPN DNS | AUS DNS | MAL DNS | VAL DNS |        | NC   | /         |
| 2017 | Moto GP | Aspar Pull & Bear Racing Team | Ducati  | QAT 14  | ARG 10  | AME Ret | SPA 15  | FRA Ret | ITA 16  | CAT 14  | NED 7   | GER 17  | CZE 13  | AUT 14  | GBR 13  | RSM 17  | ARA Ret | JPN Ret | AUS 14  | MAL Ret | VAL 14  |        | 32   | 20. místo |
| 2018 | Moto GP | Aspar Pull & Bear Racing Team | Ducati  | QAT 15  | ARG 20  | AME Ret | SPA 18  | FRA 17  | ITA Ret | CAT 13  | NED Ret | GER 18  | CZE 18  | AUT 21  | GBR 13  | RSM DNS | ARA 15  | THA 17  | JPN Ret | AUS 11  | MAL Ret | VAL 14 | 12   | 23. místo |
| 2019 | Moto GP | Reale Avintia Racing          | Ducati  | QAT 18  | ARG Ret | AME 16  | SPA 16  | FRA Ret | ITA 14  | CAT Ret | NED 17  | GER 15  | CZE 19  | AUT 15  | GBR 15  | RSM 17  | ARA 18  | THA 19  | JPN 18  | AUS 14  | MAL 17  | VAL 14 | 9    | 24. místo |